# Olvi
Olvi — финская компания по производству алкогольных (пиво, сидр) и безалкогольных (соки, вода, лимонады) напитков. Расположена в городе Ийсалми, на полуострове Луунеми. Основана в 1878 году Уильямом Обергом и его женой Онни Оберг.

## История
Предприятие было основано 5 октября 1878 года пивоваром Уильямом Обергом (фин. William Åberg) и его женой Онни Оберг (фин. Onni Åberg) по совместному решению восьми человек, размышлявших насчёт создания пивоварни. 

Уильям и Онни Оберг — основатели пивоварни

В 1880 году пиво, изготовленное на предприятии, впервые было продано. Популярность безалкогольных напитков, изготовленных на предприятии, росла и в 1892 году началось производство пива и мёда, в 1906 году — лимонада.

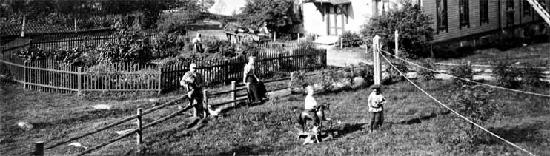
Двор «Iisalmen Oluttehdas» в начале XX века

В 1919 году капитал предприятия «Lisalmen Oluttehdas» передался предприятию «EWÅberg» и развитие компании совпало с началом периода Сухого закона.
Предприятие в 1920 году создало базу для хранения и продажи в городе Каяани. В 1925 году было основано предприятие «Kajaanin Kalja», спрос на солод и безалкогольные напитки был высок.
После отмены сухого закона в 1932 году производство пива было возобновлено, название «Kajaanin Kalja» поменялось на «Oluttehdas Oiva», и предприятие «Iisalmen Oluttehdas» стало сдаваться в аренду предприятию «Kajaanin Kalja».
В 1938 году название «Iisalmen Oluttehdas» поменялось на «Oiva».
В 1942 году по заказу министерства производство пива «III-oluen» было прекращено.
В 1952 году название предприятия изменилось на «Olvi». Оно первоначально должно было быть сокращено до «Oiva», но министерство торговли и промышленности не позволяло этого предприятию. В то же время в Хельсинки производство «Olvi» было на время прекращено, и поэтому «Olvi» решила сменить название и логотип.
В 1955 году промышленный консультант Э. В. Оберг и его жена Хедвиг Оберг основали «Olvi Foundation» (рус. Фонд Olvi), большинство акций «Olvi» было передано именно в «Olvi Foundation». В этом году также новое направление по торговли пива вступило в силу.
Каждый магазин «Ab alkoholiliike» мог продавать пиво компании ближе к своей местности. Расположение торгового зала было неблагоприятным: продажа пива упала на четверть от предыдущего года, кроме того, производство пива «III Oluen» И «IV Oluen» было разрешено лишь некоторым пивоваренным предприятиям Финляндии.
В 1955 году предприятию «Olvi» было разрешено варить только крепкое пиво.
В 2008 году Olvi PLC выкупила 51 % акций ОАО «Лидское пиво» за $16 млн,
A. Le Coq (100 %),
Cesu alus (99,5 %), Ragutis (99,57 %).

## Торговые марки

### Пиво
- Olvi Ykkönen
- Olvi III
- Olvi Export
- Olvi Tuplapukki
- Olvi Tumma
- Olvi Jouluolut
- Olvi Vaakuna
- Olvi Suomalainen Juhlaolut
- Olvi Kotikalja
- Sandels III
- Sandels IV A
- Karhu I
- Karhu II
- Karhu III

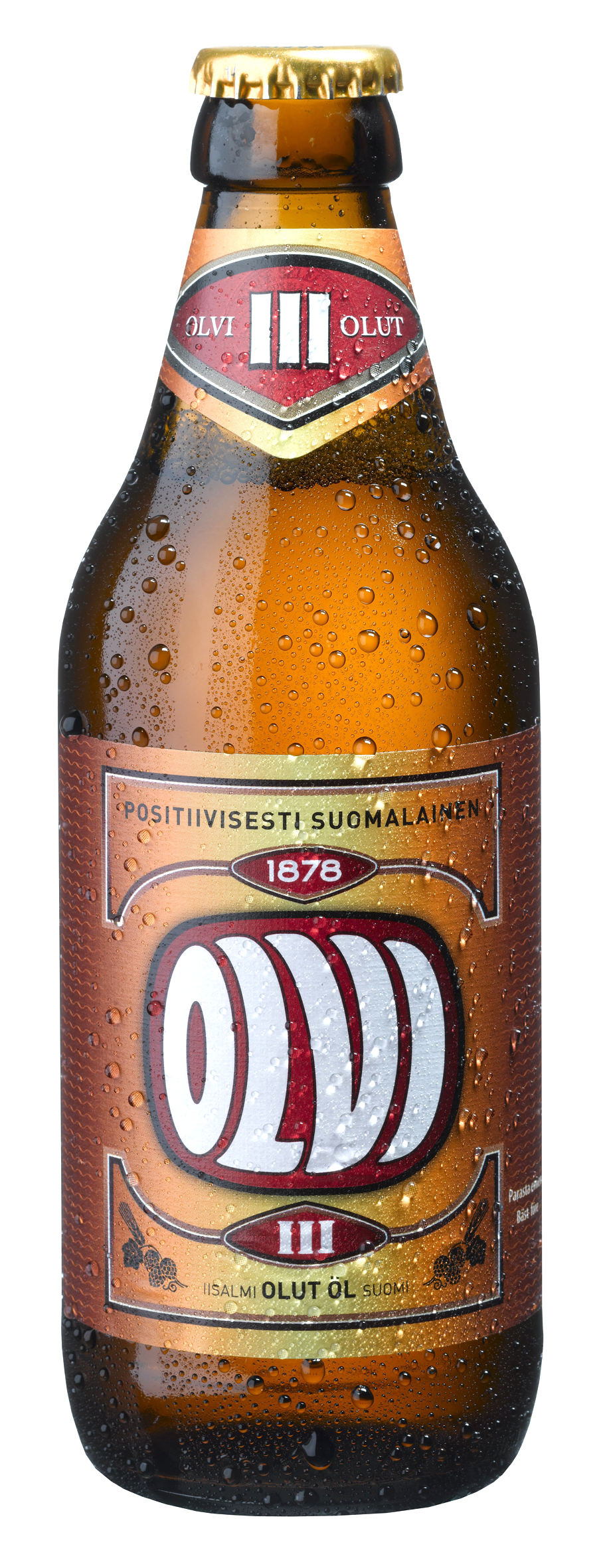
Бутылка пива «Olvi III»

Торговые марки пива, принадлежащие A. Le Coq:
- A. Le Coq Porter
- A. Le Coq Premium
- A. Le Coq Dry Ice Beer
- A. Le Coq Alexander
- A. Le Coq Saaremaa

### Сидры
- Fizz Original Dry
- Fizz Extra Dry
- Fizz Perry
- Fizz Coller
- Fizz Sherwood Premium Cider

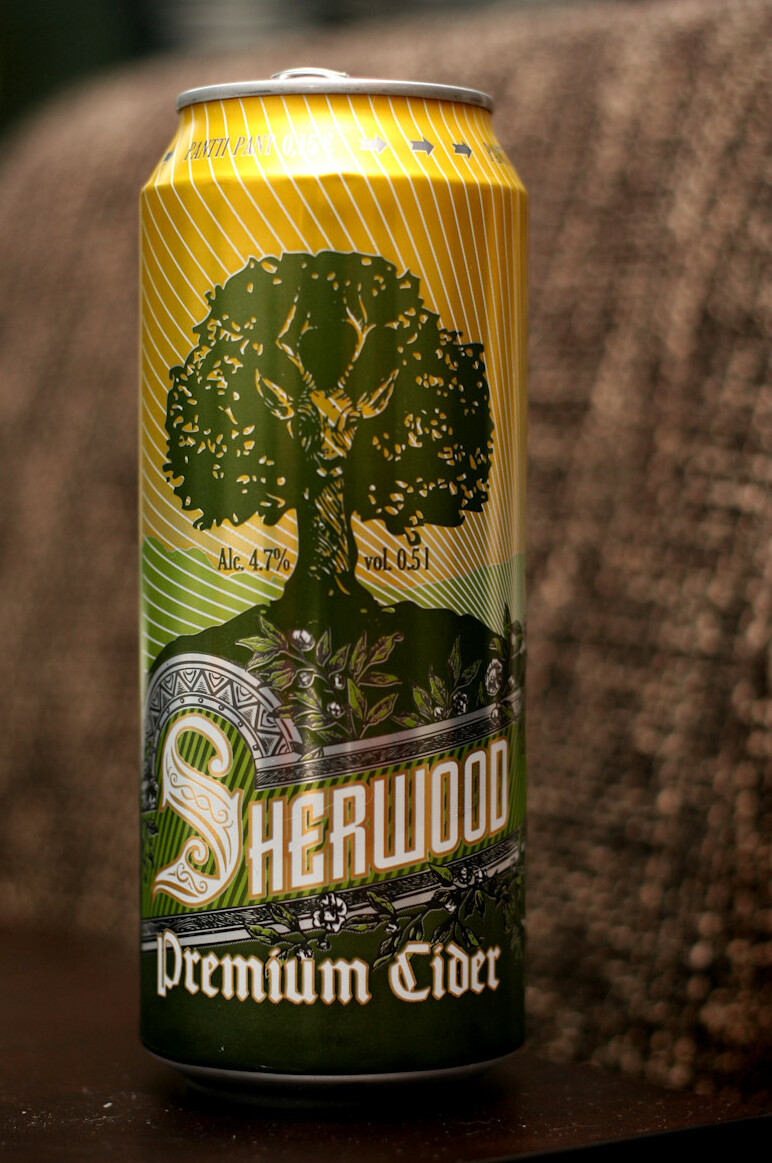
Бутылка сидра «Fizz Sherwood Premium Cider»

Торговые марки сидра, принадлежащие компании A. Le Coq:
- Fizz Sweet Pear
- Fizz Cherry
- Fizz Blueberry
- Fizz Strawberry
- Fizz Rasperry
- Fizz Pear Light
- Fizz Apple Dry
- Fizz Ice
- Fizz Yellow Plum

### Энергетические напитки
- Olvi Greippilonkerro
- Olvi Kevyt Greippilonkerro
- Olvi Kultalonkerro
- Olvi Karpalolonkerro
- Olvi Mojitolonkerro

Торговые марки энергетических напитков, принадлежащие A. Le Coq:
- Gin Long Drink
- Gin Long Drink Gold

### Безалкогольные напитки
- Olvi Ananas
- Olvi Greippi
- Olvi Hedelmä
- Olvi Jaffa
- Olvi Jaffa Kevyt
- Olvi Kola
- Olvi Cola
- Olvi Cola Kevyt
- Olvi Limon